# Hoog Beek en Royen
Hoog Beek en Rooyen is een buitenplaats aan de Driebergseweg in Zeist.
De oudere buitenplaats Beek en Royen staat schuin tegenover de villa. Het eenvoudige, witte landhuis van de buitenplaats staat op een groene heuvel in een park met een aantal bijgebouwen. Achter het huis staat een theekoepeltje op een kleine heuvel. Op het terrein staan ook een tuinmanswoning, een speelhuisje, een koetshuis en een volière. De vroegere oranjerie staat aan de overkant van de Driebergseweg.

## Huis
Het witbepleisterde pand bezit een kruisvormige plattegrond. Het bestaat uit een souterrain en twee bouwlagen onder een afgeplat schilddak. In de symmetrische voorgevel springt het middelste gedeelte iets naar voren. Op de begane grond zijn drie achtruits dubbele deuren. In de loop van de negentiende eeuw kreeg de voorgevel van het huis twee open waranda's, die bij de naoorlogse restauratie verwijderd werden. De middelste wordt omlijst door een kroonlijst en pilasters onder een balkon met ijzeren hekwerk. De achtergevel is identiek ingedeeld als de voorgevel, maar zonder balkon. Alle vensters hebben een kroonlijstje. In het souterrain bevinden zich gewelfde kelders die onder de hal bestaan uit troggewelven op gekantelde houten balken.

## Park
De tuin wordt voor en achter het gebouw begrensd door een slingerende vijver. Het 9,5 hectare grote park werd aangelegd door Jan David Zocher junior. Er zijn elementen van de Engelse landschapsstijl te vinden zoals slingerende waterpartijen, boomgroepen en gebogen paden. Aan het Kippenlaantje, dat evenwijdig loopt aan de Laan van Beek en Royen, staan oude eiken die een overblijfsel zijn van het oorspronkelijke lanenstelsel van de buitenplaats. Het park werd eigendom van Het Utrechts Landschap, dat een moderne folly liet bouwen in de vorm van een vuurtoren. Ook werd een wijngaard aangelegd achter de boogvormige muur op de plek waar vroeger een omvangrijke gebruikstuin met kassen was. In het park staat een monumentale Amerikaanse linde (Tilia americana) met een omtrek van 4,54 meter en een hoogte van 27,40 meter.

## Geschiedenis
In 1818 werd het landgoed Beek en Royen verkaveld. In 1824 kocht de rijke bankier Albert Voombergh de grond en liet er het huidige landhuis bouwen. Vroomberg werd in 1830 ook eigenaar van het naastgelegen Beek en Royen. In 1954 werd het huis gekocht door de gemeente Zeist voor burgemeester Korthals Altes.

## Eigenaren
- 1818 - 1822 mr. C.W. Wijborgh
- 1822 - 1824 Evangelisch Lutherse Gemeente te Berbice
- 1824 - 1851 mr. Albert Voombergh
- 1954 - gemeente Zeist
- 1982 - F. van Lanschot Bankiers N.V.